# Kolgartowo
Kolgartowo (niem. Kohlgardtshof) – część miasta Działdowo w Polsce położona w województwie warmińsko-mazurskim, w powiecie działdowskim, w Działdowo.
W latach 1975–1998 miejscowość administracyjnie należała do województwa ciechanowskiego.